# Dante Bertelli
Dante Bertelli (Caldana, 20 febbraio 1858 – Caldana, 24 febbraio 1946) è stato un anatomista italiano.
Prosettore dell'Istituto anatomico senese, diretto da Guglielmo Romiti ,dal 1885 al 1886, preparatore dell'Istituto di zoologia e anatomia comparata senese dal 1886 al 1887 e dissettore all'Istituto anatomico pisano dal 1887 al 1888, nel 1893 divenne assistente universitario all'università di Padova e nel 1899 assurse alla cattedra di anatomia.
Preside della facoltà medica e presidente dell'Unione zoologica italiana, morì nel 1946 a Caldana. Risulta fra i firmatari del Manifesto degli intellettuali fascisti.